# テッテ橋

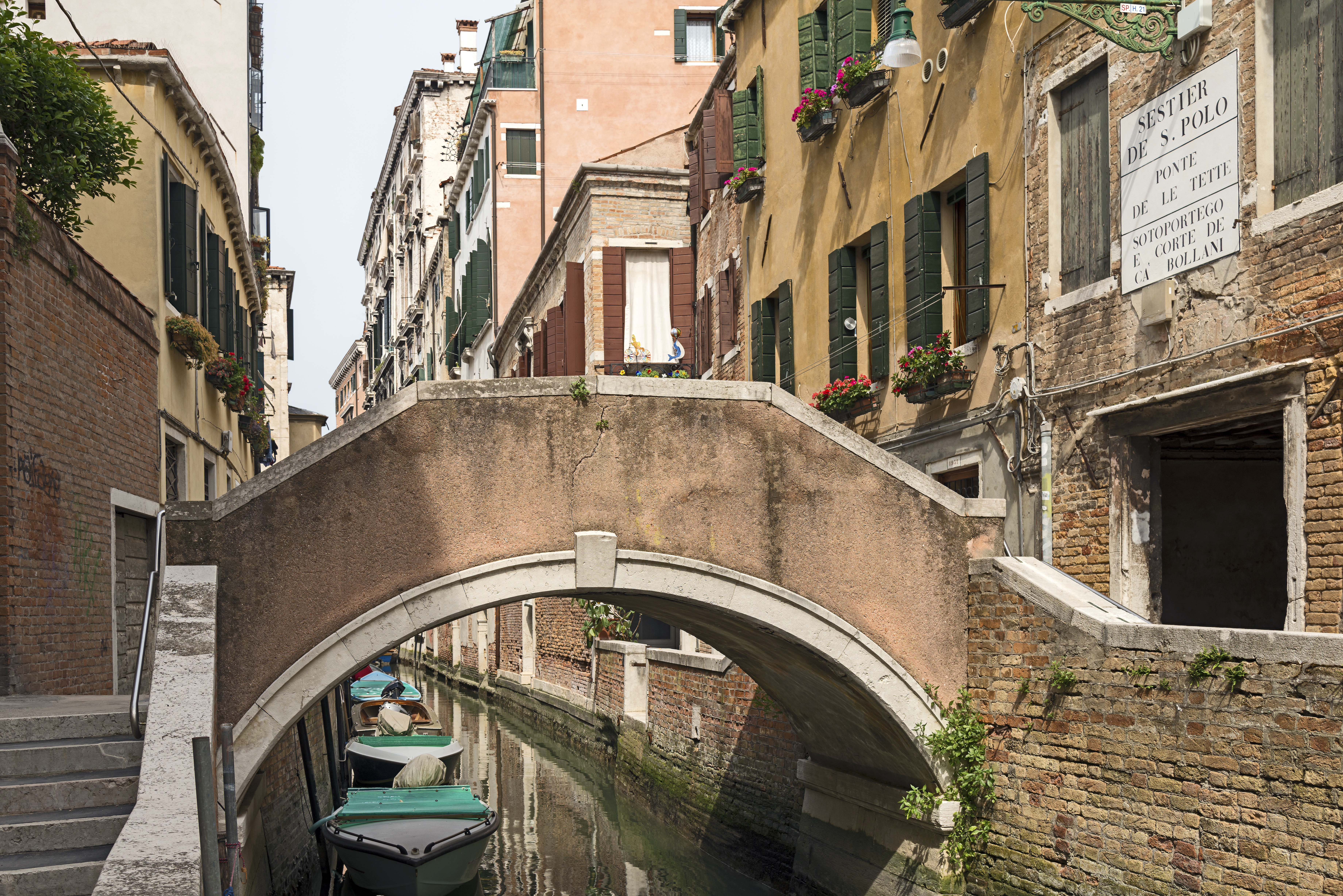

テッテ橋（イタリア語: Ponte delle Tette）は、イタリアのヴェネツィア内にある小さな橋である。「Tette」とはイタリア語で「おっぱい」の意味であり、その名の通り「おっぱいの橋」を意味する。これはかつてこの橋で同性愛の疑惑のある娼婦をトップレスの状態でこの橋に立たせた事に由来する。

15世紀頃にこの地域は娼館がひしめく歓楽街で、当時の娼婦はバルコニーから股を広げたり胸を見せる事で客の呼び込みをしていた。この頃ヴェネツィア共和国では同性愛の広がりが社会問題となっており、それを防ぐため共和国が法令などで歓楽街を奨励していた時期もあった。1509年までにヴェネツィアには約11,565人の高級娼婦がいたという記録があり、娼婦から得た税金がヴェネツィア共和国の財政に大きく寄与していた。特に1519年の娼婦たちからの税収はアルセナーレ・ディ・ヴェネツィア建造に充てられた。